# Sadouin
Ne doit pas être confondu avec Sadouan (Silly).
Sadouin est une commune rurale située dans le département de Silly de la province de Sissili dans la région du Centre-Ouest au Burkina Faso.